# Ryan Edwards (calciatore 7 ottobre 1993)
Ryan Christopher Edwards (Liverpool, 7 ottobre 1993) è un calciatore inglese, difensore svincolato.

## Carriera
Ha giocato nella prima divisione scozzese ed in quella indiana.